# Midtfyn
Midtfyn er betegnelsen for området midt på Fyn.
På Midtfyn ligger bl.a. Ringe, Gislev, Årslev, Ryslinge, Kværndrup og Nørre Lyndelse.